# (100909) 1998 KV22
(100909) 1998 KV22 es un asteroide perteneciente al cinturón de asteroides, región del sistema solar que se encuentra entre las órbitas de Marte y Júpiter, descubierto el 22 de mayo de 1998 por el equipo del Lincoln Near-Earth Asteroid Research desde el Laboratorio Lincoln, Socorro, Nuevo México, Estados Unidos.

## Designación y nombre
Designado provisionalmente como 1998 KV22. 

## Características orbitales
1998 KV22 está situado a una distancia media del Sol de 2,362 ua, pudiendo alejarse hasta 2,779 ua y acercarse hasta 1,946 ua. Su excentricidad es 0,176 y la inclinación orbital 3,025 grados. Emplea 1326,56 días en completar una órbita alrededor del Sol.

## Características físicas
La magnitud absoluta de 1998 KV22 es 16,4. 